# Хемскерк, Якоба ван
Якоба Берендина ван Хемскерк ван Бест (нидерл. Jacoba Berendina van Heemskerck van Beest; 4 января 1876, Гаага — 3 августа 1923, Домбург) — нидерландская художница: живописец, график и художница по стеклу. Её любимыми темами творчества были изображения деревьев, моря, пейзажи и натюрморты.

## Жизнь и творчество
Якоба ван Хемскерк родилась в старинной дворянской семье; она была младшей из шести дочерей офицера голландского военно-морского флота, юнкера Якоба Эдуарда ван Хемскерка ван Бест. Изучала живопись в гаагской Академии изобразительных искусств в 1897—1901 годах. В 1904 году поступает в обучение к Фердинанду Гарту Ниббригу. Затем уезжает в Париж, где полгода работает в художественном ателье у Эжена Карьера. Здесь она знакомится с искусством стиля модерн. Возвратившись в Нидерланды, Я. ван Хемскерк живёт в Гааге. Начиная с 1906 года она каждое лето проводит на этюдах в Домбурге; художница также поддерживает постоянный контакт с лидерами голландского авангарда, такими, как Пит Мондриан и Ян Тороп. В 1912 году подруга Якобы, коллекционер модернистской живописи Мария Так ван Портвлиет, помогает художнице открыть собственное ателье.
Ван Хемскерк рисует пейзажи, создаёт многочисленные графические работы. Начиная с 1910 года она выставляет свои произведения на различных выставках. Начиная с 1911 года, когда художница подпадает под влияние кубизма, в её творчестве происходят кардинальные изменения. Ван Хемскерк знакомится с основами антропософского учения Рудольфа Штайнера, а также немецкого экспрессионистского журнала «Der Sturm» (Буря), которое основал музыкальный и художественный критик Герварт Вальден. Таким образом она знакомится с творчеством таких близких ей по духу мастеров, как Василий Кандинский и Франц Марк.
В 1913 году работы Я. ван Хемскерк выставляются на Первом Немецком осеннем салоне в Берлине, организованном Уолденом. Лето 1914 года Якоба вновь проводит в Домбурге. Уолден с этого времени находился в постоянной переписке с художницей, издавал её статьи в своей газете 'Der Sturm', организовывал художественные выставки с её участием, что сделало творчество Я. ван Хемскерк более известным в Германии, нежели у неё на родине. Начиная с 1916 года она начинает интересоваться художественной росписью по стеклу. В 1921—1922 годах Якоба занимается росписью в некоторых зданиях Амстердама (например, в казармах морской пехоты, и др.).
Художница скончалась вследствие заболевания стенокардией. Ныне её работы можно увидеть в крупнейших музеях Нидерландов и Германии: Музее Бойманс-и-Бойнинген в Роттердаме, в Берлинской галерее, Городском художественном музее Гааги, Государственном музее Твенте в Энсхеде и др.

## Галерея
- Пейзаж (1913)
- Пейзаж (1914)
- Картина 124 (1920)